# Ubaldo (vescovo di Mantova)
Ubaldo (fl. XI secolo) è stato un vescovo cattolico italiano.

## Biografia
Mantovano di origine, forse discendente di Ottobaldo Visdomini, fu canonico e poi arcidiacono della cattedrale di Mantova. Venne nominato vescovo di Mantova dal 1077, testimoniato da un suo scritto del 1086 in cui fa cenno di essere stato investito dal vescovo Eliseo. Durante il suo mandato, morì a Mantova il 18 marzo 1086 il cardinale Anselmo da Baggio, che venne sepolto nel duomo della città. Il 14 novembre 1088 il vescovo Ubaldo acquistò dalla grancontessa Matilde di Canossa le corti di Roncoferraro e Barbasso. Nel 1092 fu testimone di una donazione di case e terre di Castellarano in favore dei monaci dell'abbazia di San Benedetto in Polirone. 
Non è nota la data della sua morte e fu sepolto nell'abbazia di San Benedetto in Polirone.

### Il vescovo Conone
Ubaldo, dal 1091, fu costretto a vivere fuori dalla sua diocesi per l'intrusione di Conone. Potrebbe trattarsi di Conone di origini germaniche che venne eletto vescovo di Brescia nel 1073 dall'imperatore. Scomunicato da papa Gregorio VII, Conone seguì le sorti dell'imperatore Enrico che, cacciato Ubaldo da Mantova, lo elesse vescovo della città nel 1091 (Corrado vescovo scismatico) e che rimase in carica fino al 1102 circa: è infatti nominato Episcopum Mantuanum in un diploma imperiale del 1093.

## Opere
Il vescovo Ubaldo scrisse la Vita di Sant'Anselmo.